# Ciego de Ávila (Kuba)
Ciego de Ávila je správní město stejnojmenné provincie v centrální části Kuby. V roce 2022 zde žilo 156 322 obyvatel. 

## Historie
Ciego de Ávila vzniklo v roce 1840, v té době mělo 277 obyvatel. V roce 1877 vznikla místní samospráva a Ciego de Ávila získalo nezávislost na městu Morón. Ciego de Ávila získalo na významnosti, když zde španělská armáda vytvořila opevněnou vojenskou linii zvanou Trocha de Júcaro a Morón. Ta měla zabránit průchodu povstaleckých sil do západní části ostrova během desetileté války (1868–1878). Během války za nezávislost však nedokázala zastavit generála Máxima Gómeze, který tudy pronikl s několika sty mužů.    